# Secretário da Guerra dos Estados Unidos

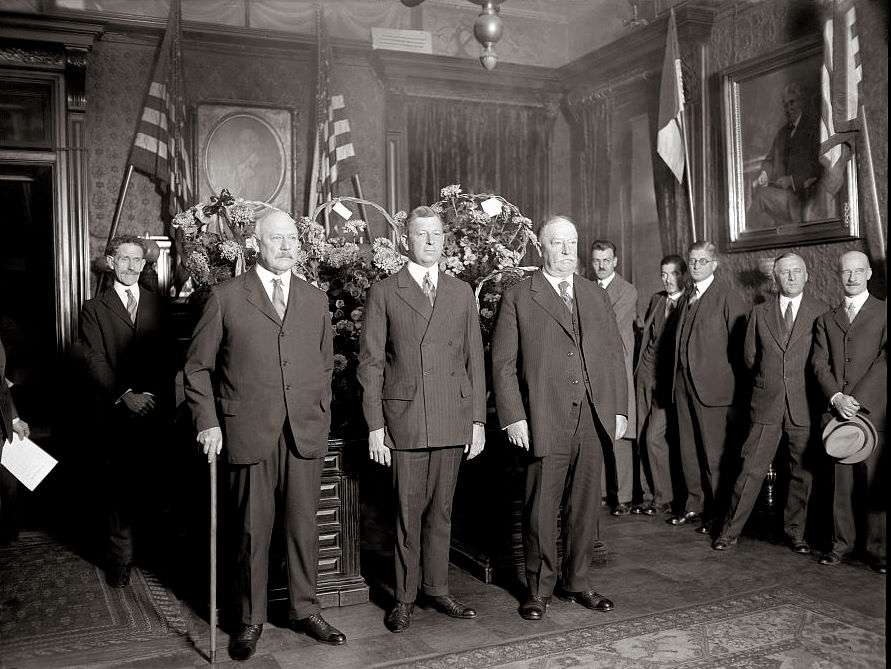
Estalado após juramento do Sec. Dwight Davis (3 Secretários de Guerra), 14/10/25 A tomada de posse de Dwight Filley Davis (centro), o Secretário de Guerra sob a administração do presidente Calvin Coolidge. John Wingate Weeks, seu antecessor, está à direita de Davis. O ex-secretário de Guerra e presidente William Howard Taft está à esquerda de Davis

O Secretário da Guerra dos Estados Unidos foi um cargo público do governo federal dos Estados Unidos que fazia parte do Gabinete Presidencial. Uma posição similar chamada de "Secretário em Guerra" fora anteriormente estabelecida entre 1781 e 1789 com o objetivo de servir ao Congresso da Confederação sob os Artigos da Confederação. Benjamin Lincoln e Henry Knox serviram como tal. Knox foi nomeado como "Secretário da Guerra" quando George Washington foi empossado presidente.
O secretário era o líder do Departamento da Guerra. Ele inicialmente era responsável por todos os assuntos militares, incluindo os da Marinha dos Estados Unidos. A posição de Secretário da Marinha foi criada por estatuto em 1798 e o escopo de responsabilidades do Secretário da Guerra foi diminuída para englobar apenas os assuntos relacionados ao Exército.
O Decreto de Segurança Nacional foi aprovado pelo Congresso em 1947 e o cargo de Secretário da Guerra foi abolido e substituído pelo Secretário do Exército e Secretário da Força Aérea, que, junto com o Secretário da Marinha, tornaram-se subordinados do recém criado Secretário de Defesa.